# 巴克林
巴克林（英語：Bucklin）是一个美國城市，位於密苏里州林县。根據2010年的人口普查，當地人口為467人。

## 地理
巴克林位于39°47′1″N 92°53′17″W / 39.78361°N 92.88806°W (39.783582,-92.888071)。根据美国人口普查局，该城市的总面积为 1.18平方英里（3.06平方）。

### 2010年人口普查
根據2010年人口普查，當地人口為467人，有228個家庭，其中132个家庭居住在城市。